# 劇場への招待
劇場への招待（げきじょうへのしょうたい）は、NHK教育テレビで2011年3月まで原則毎月第4金曜日22:25 - 24:40（内容によっては拡大する場合あり）に放送された舞台芸術番組である。舞台演劇全般を随時放送する。2007年3月までは毎月第4日曜日夜の放送だった。

## 関連番組
第1・2・3・5週は芸術劇場が放送された。